# Governo local na Inglaterra

Distrito metropolitano
Borough de Londres
Autoridade unitária
Condado não-metropolitano

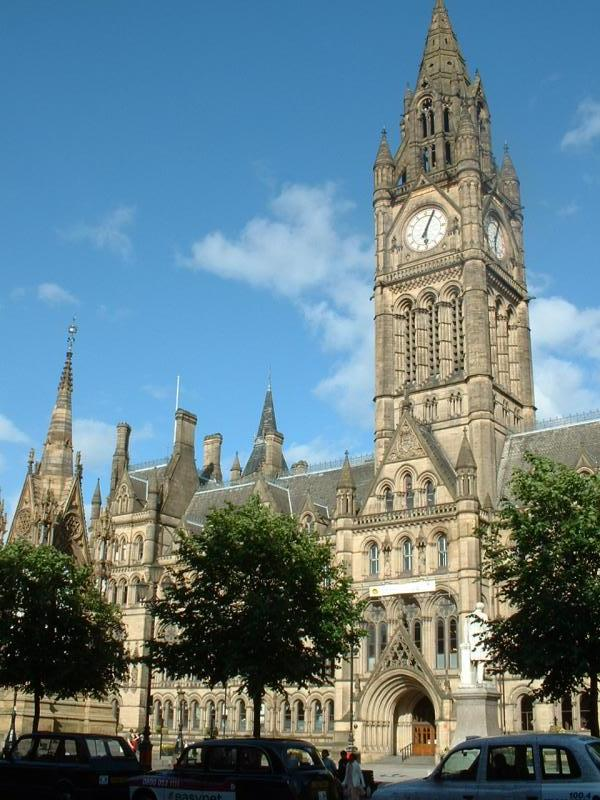
Conselhos na Inglaterra são baseados em edifícios como o Manchester Town Hall.

O padrão do governo local na Inglaterra é complexo, com a distribuição das funções variando de acordo com as modalidades locais. A legislação relativa à administração local, na Inglaterra, é decidido pelo Parlamento e Governo do Reino Unido, porque a Inglaterra não tem uma devolução de poderes como aconteceu na Escócia, em Gales e na Irlanda do Norte.

## Funções e poderes
| Natureza/estatuto                                        | Autoridade de nível superior | Autoridade de nível inferior |
| -------------------------------------------------------- | --- | --- |
| Condados não-metropolitanos/distritos não-metropolitanos | gestão de resíduos, educação, bibliotecas, serviços sociais, transportes, planeamento estratégico, defesa do consumidor, polícia, bombeiros | habitação, colecta de lixo, colecta de impostos municipais, locais de planeamento, licenciamento, cemitérios e crematórios |
| Autoridades unitárias                                    | habitação, gestão de resíduos, coleta de lixo, colecta de impostos municipais, educação, bibliotecas, serviços sociais, transportes, planeamento, protecção do consumidor, licenciamento, cemitérios e crematórios †, polícia e bombeiros sob os concelhos shire | habitação, gestão de resíduos, coleta de lixo, colecta de impostos municipais, educação, bibliotecas, serviços sociais, transportes, planeamento, protecção do consumidor, licenciamento, cemitérios e crematórios †, polícia e bombeiros sob os concelhos shire |
| Condados metropolitanos/Boroughs metropolitanos          | habitação, coleta de lixo, colecta de impostos municipais, educação, bibliotecas, serviços sociais, transportes, planeamento, protecção do consumidor, de licenciamento, polícia, bombeiros, cemitérios e crematórios †                                          | habitação, coleta de lixo, colecta de impostos municipais, educação, bibliotecas, serviços sociais, transportes, planeamento, protecção do consumidor, de licenciamento, polícia, bombeiros, cemitérios e crematórios †                                          |
| Grande Londres/Boroughs de Londres                       | transporte, planeamento estratégico, desenvolvimento regional, polícia, bombeiros | habitação, colecta de lixo, coleta de impostos municipais, educação, bibliotecas, serviços sociais, planeamento local, defesa do consumidor, de licenciamento, cemitérios e crematórios †                                                                        |

† = na prática, algumas funções têm lugar a um nível estratégico por comissões conjuntas